# 沼辺村
沼辺村（ぬまべむら）は、昭和30年（1955年）まで宮城県柴田郡南部にあった村。現在の村田町沼辺・関場・沼田にあたる。

## 地理
- 山岳：韮神山
- 河川：白石川、荒川（松尾川）、新川

## 歴史

### 沿革
- 明治22年（1889年）4月1日 - 町村制施行にともない、沼辺村・関場村・沼田村の計3か村が合併して新制の沼辺村が発足。
- 昭和30年（1955年）4月20日 - 村田町および富岡村の一部（旧・菅生村域）と合併し、新制の村田町となる。

## 行政

### 首長
- 歴代村長

| 代 | 氏名         | 就任                   | 退任                      | 備考 |
| -- | ------------ | ---------------------- | ------------------------- | ---- |
| 1  | 吉野利喜治   | 明治22年（1889年）4月  | 明治26年（1893年）4月     |      |
| 2  | 大槻円治     | 明治26年（1893年）12月 | 明治28年（1895年）7月     |      |
| 3  | 小室文太郎   | 明治28年（1895年）7月  | 明治29年（1896年）10月    |      |
| 4  | 吉野利喜治   | 明治29年（1896年）11月 | 明治30年（1897年）12月    | 再任 |
| 5  | 吉田長三郎   | 明治30年（1897年）12月 | 明治35年（1902年）1月     |      |
| 6  | 田山孫八     | 明治35年（1902年）12月 | 明治36年（1903年）10月    |      |
| 7  | 太田清之助   | 明治36年（1903年）10月 | 明治38年（1905年）9月     |      |
| 8  | 吉野利喜治   | 明治38年（1905年）9月  | 明治42年（1909年）3月     | 三任 |
| 9  | 太田荘十郎   | 明治42年（1909年）4月  | 大正2年（1913年）3月      |      |
| 10 | 柴崎庄右衛門 | 大正2年（1913年）3月   | 昭和8年（1933年）4月      |      |
| 11 | 山家長蔵     | 昭和8年（1933年）4月   | 昭和16年（1941年）4月     |      |
| 13 | 大槻福蔵     | 昭和16年（1941年）4月  | 昭和21年（1946年）1月     |      |
| 14 | 大槻周三郎   | 昭和21年（1946年）1月  | 昭和30年（1955年）4月19日 |      |

## 地域

### 人口
| 1920年 | 2,944人 |  |
| 1925年 | 3,080人 |  |
| 1930年 | 3,240人 |  |
| 1935年 | 3,248人 |  |
| 1940年 | 3,363人 |  |
| 1947年 | 4,153人 |  |
| 1950年 | 4,318人 |  |

※国勢調査による

### 教育
- 沼辺村立沼辺小学校
- 沼辺村立沼辺中学校

## 交通

### 道路
- 国道4号